# Ficus zuliensis
Ficus zuliensis är en mullbärsväxtart som beskrevs av C.C. Berg och J.E. Simonis. Ficus zuliensis ingår i släktet fikonsläktet, och familjen mullbärsväxter. Inga underarter finns listade i Catalogue of Life.